# Star Control 3
Star Control 3 é um jogo de ação e aventura de 1996 desenvolvido pela Legend Entertainment e publicado pela Accolade. A terceira parte da trilogia Star Control, o jogo foi lançado para MS-DOS em 1996 e Mac OS em 1998. A história se passa após Star Control II, começando com um desastre que interrompe a viagem superluminal pelo hiperespaço. Isso leva o jogador a investigar um novo quadrante do espaço, acompanhado por alienígenas aliados dos jogos anteriores.[carece de fontes?]
O jogo apresenta uma campanha para um jogador semelhante à edição anterior, combinando exploração espacial, diálogo alienígena e combate navio a navio. Como um dos pilares da série, o jogador se envolve em batalhas de cima para baixo entre naves com habilidades únicas. Em contraste com o Star Control II, o vôo hiperespacial é substituído por viagens rápidas instantâneas. A exploração planetária é substituída por um sistema de gerenciamento de colônias, inspirado no Star Control original. O combate oferece direção e mira mais detalhadas, bem como opções adicionais de multijogador de jogador contra jogador.
Accolade contratou a Legend Entertainment para criar esta sequência depois que os criadores da série Paul Reiche III e Fred Ford decidiram buscar outros projetos. Legend foi selecionado devido à sua paixão pelos jogos Star Control anteriores, bem como sua experiência como escritores veteranos de jogos do aclamado estúdio de jogos de aventura Infocom. Eles projetaram o jogo em consulta com os fãs, substituindo recursos do Star Control II que receberam feedback negativo. Star Control 3 foi considerado um sucesso comercial e de crítica após o lançamento, com elogios por sua história e jogabilidade variada. No entanto, o jogo mais tarde sofreu comparações com o premiado Star Control II, com um legado misto entre fãs e críticos.

## Ligações Externas
- Star Control 3. no IMDb.
- Star Control 3. no MobyGames